# سي آي دي (مسلسل هندي)
سي آي دي (بالهندية: सीआईडी) هو مسلسل تم إنتاجه في الهند. بدأ عرضه في سنة 1998. بلغ عدد حلقاته 1,547 حلقة، وتبلغ مدة الحلقة الواحدة 45 دقيقة. تم بث المسلسل لأول مرة بتاريخ 21 يناير 1998 وانتهى في 27 أكتوبر 2018. يعتبر المسلسل الأطول عرضا على الإطلاق في الهند حيث استمر لمدة 20 عاما. تقع أحداث قصة المسلسل في مومباي. المسلسل عبارة عن سلسلة تحقيقات تتألف من القضايا الجنائية التي يتم حلها من قبل إدارة التحقيقات، والشخصيات الرئيسية فيه عبارة عن خمسة محققين.

## وصلات خارجية
- الموقع الرسمي
- سي آي دي على موقع IMDb (الإنجليزية)
- سي آي دي على موقع كينوبويسك (الروسية)
- سي آي دي على موقع قاعدة بيانات الفيلم (الإنجليزية)